# خلاف كثير الزهر
خِلاف كثير الزهر أو زَقّوم كثير الزهر أو غُوْمِي نوعٌ من الخِلاف مهده الصين وكوريا واليابان.
هي شجيرة نفضية أو شبه نفضية أو شجرة صغيرة تطول من ٢ إلى ٨ مترًا، مع جذع يصل قطره إلى ٣٠ سم مع لحاء بني غامق. البراعم مغطاة بكثافة بقشور بنية حمراء دقيقة. الأوراق بيضاوية إلى بيضاوية، تطول من ٣ إلى ١٠ سم وتعرض من ٢ إلى ٥ سم الوجه الأعلى أخضر، الأسفل فضي إلى برتقالي-بني مع قشور صغيرة كثيفة.
الزهور منفردة أو في أزواج في محاور الأوراق عطرة مع بتلات بيضاء صفراء شاحبة من أربعة فصوص تطول ١.٥ سم في منتصف الربيع.

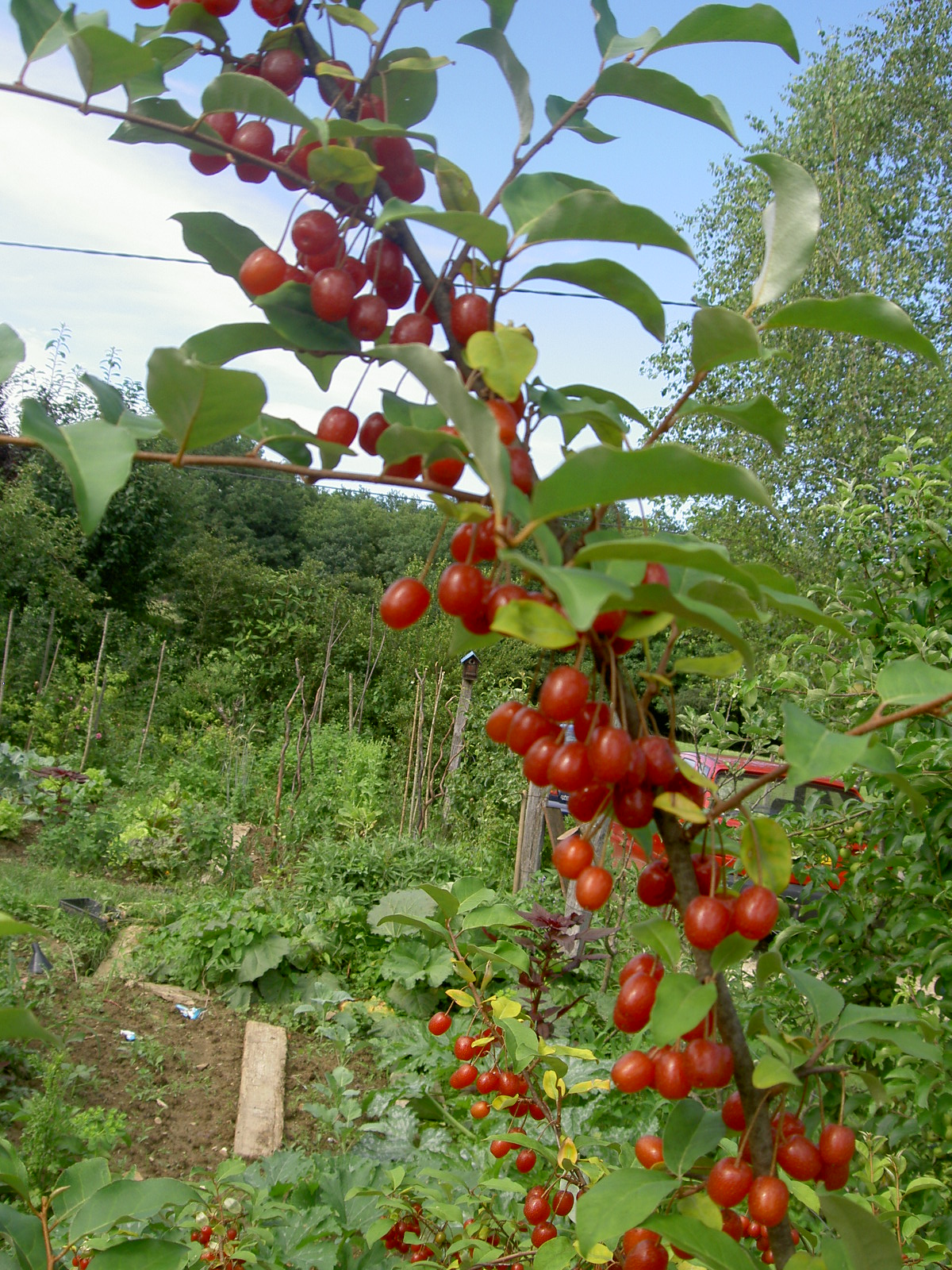
ثمار الخلاف كثير الزهور في منتصف يونيو

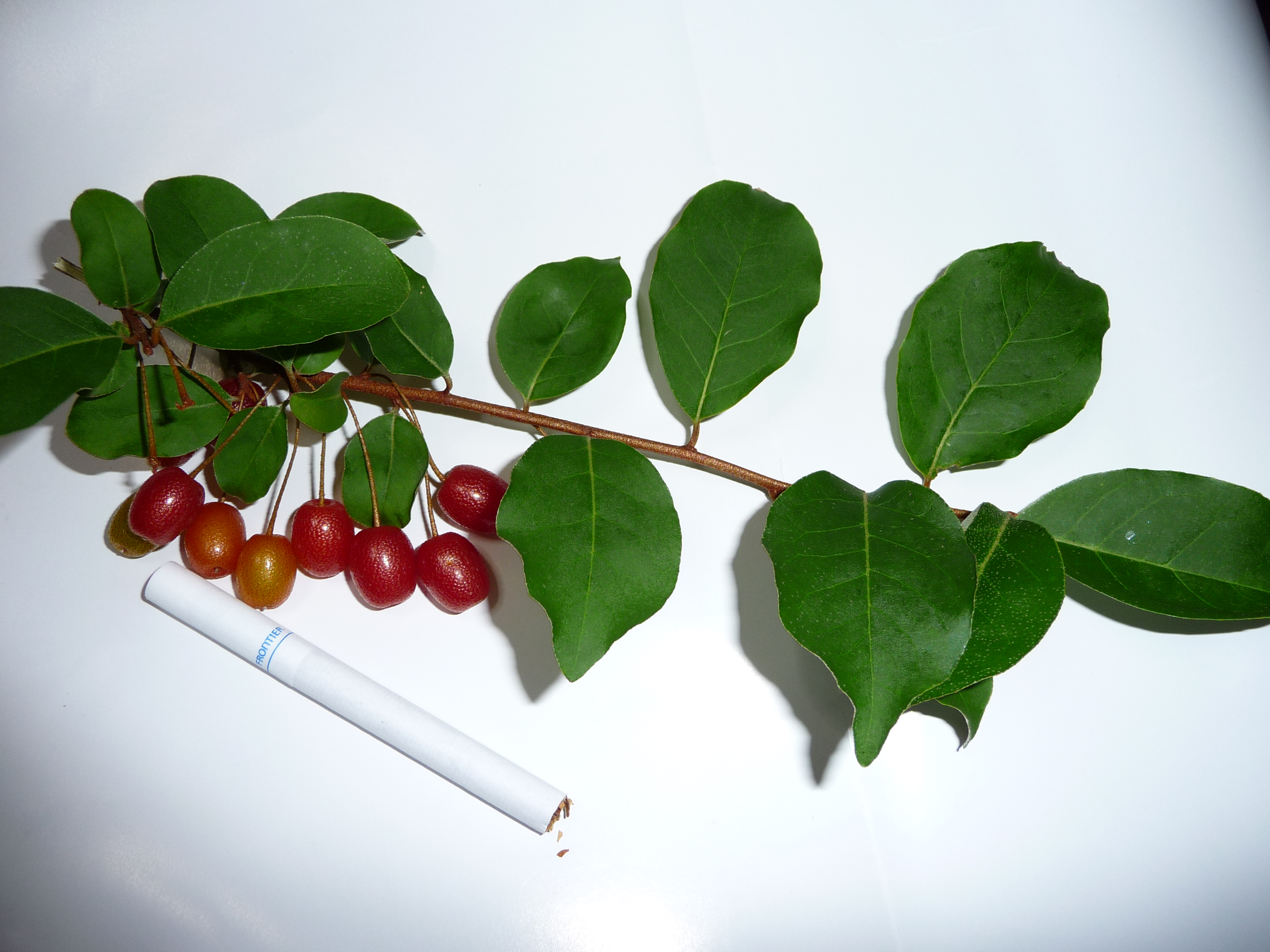
الخلاف كثير الزهوراليابانية مع سيجارة للمقارنة، الصورة في يونيو 2008

الثمرة حسلة بيضاوية الشكل تطول ١ سم. عندما تنضج في منتصف الصيف إلى أواخره، تكون الثمرة غنية بالعصارة وصالحة للأكل، مع طعم حلو ولكن قابض يشبه إلى حد ما طعم الراوند. قشرة الثمرة رقيقة وهشة ما يجعل من الصعب نقلها وهذا يقلل من قابليتها لتكون محصولًا غذائيًا.